# Бранколино (Тренто)
Бранколино је насеље у Италији у округу Тренто, региону Трентино-Јужни Тирол.
Према процени из 2011. у насељу је живело 365 становника. Насеље се налази на надморској висини од 197 м.